# 10082 Bronson
10082 Bronson eller 1990 OF2 är en asteroid i huvudbältet som upptäcktes den 29 juli 1990 av den amerikanske astronomen Henry E. Holt vid Palomarobservatoriet. Den är uppkallad efter den kanadensiske amatörastronomen Ted Arthur Bronson.
Asteroiden har en diameter på ungefär 4 kilometer och den tillhör asteroidgruppen Erigone.